# Taça Latina
A Taça Latina(pt-PT) ou Copa Latina(pt-BR) (fr. Coupe Latine, es. Copa Latina, it. Coppa Latina) foi uma competição realizada entre 1949 a 1957 por clubes da França, Itália, Espanha e Portugal. Durante o início dos anos cinquenta, a Copa Latina foi um dos mais importantes torneios europeus, organizado pelas respetivas federações nacionais envolvidas. Jules Rimet, Presidente da FIFA e da Federação Francesa de Futebol, e Ottorino Barassi, Vice-Presidente da FIFA e Presidente da Federação Italiana de Futebol, participaram na criação da competição em 1949.
Em janeiro de 1951, o presidente da FIFA Jules Rimet confirmou que a Copa Latina foi criada pela FIFA, embora sua organização ficasse a cargo das federações nacionais de futebol dos 4 países envolvidos. Depois da Segunda Guerra Mundial, em 26 de julho de 1946, ficou estabelecida a volta do Campeonato Mundial de Futebol para acontecer em 1949 e em 1951, de 2 em 2 anos, mas foi remarcada, no dia 27 de julho de 1948, para os anos de 1950 e 1954, de 4 em 4 anos novamente. Já nas datas FIFA "canceladas", de 1949 e 1951, os mandatários da entidade tiveram os seus nomes relacionados com a criação de torneios interclubes, a Copa Latina e a Copa Rio respetivamente.
Entre os cinco clubes vencedores da competição (AC Milan, Benfica, Barcelona, Real Madrid, Stade de Reims), apenas o Milan não lista a conquista da Taça Latina entre seus principais títulos.
O documento da UEFA sobre a história da Liga dos Campeões da UEFA cita as Taças Latina e Mitropa. A Taça Latina era disputada normalmente pelos clubes campeões das Ligas nacionais dos países envolvidos (França, Itália, Espanha e Portugal) e desapareceu com a consolidação da Liga dos Campeões.[carece de fontes?]

## Finalistas
| Ano  | Final             | Final          | Final             | Final           | Jogo para o 3º Lugar | Jogo para o 3º Lugar | Jogo para o 3º Lugar |
| Ano  | Estádio           | Campeão        | Resultado         | Finalista       | Terceiro Lugar       | Resultado            | Quarto Lugar         |
| ---- | ----------------- | -------------- | ----------------- | --------------- | -------------------- | -------------------- | -------------------- |
| 1949 | Chamartín         | Barcelona      | 2 – 1             | Sporting        | Torino               | 5 – 3                | Stade de Reims       |
| 1950 | Estádio Nacional  | Benfica        | 3 – 3 ap 2 – 1 ap | Bordéus         | Atlético de Madrid   | 2 – 1                | Lazio                |
| 1951 | San Siro          | Milan          | 5 – 0             | Lille           | Atlético de Madrid   | 3 – 1                | Sporting             |
| 1952 | Parc des Princes  | Barcelona      | 1 – 0             | Nice            | Juventus             | 3 – 2                | Sporting             |
| 1953 | Estádio Nacional  | Stade de Reims | 3 – 0             | Milan           | Sporting             | 4 – 1                | Valencia             |
| 1955 | Parc des Princes  | Real Madrid    | 2 – 0             | Stade de Reims  | Milan                | 3 – 1                | Belenenses           |
| 1956 | Arena Civica      | Milan          | 2 – 1             | Athletic Bilbao | Benfica              | 2 – 1                | Nice                 |
| 1957 | Santiago Bernabéu | Real Madrid    | 1 – 0             | Benfica         | Milan                | 4 – 3                | Saint-Étienne        |

## Performances por clubes
| Clube           | Campeão        | Vice-campeão | Terceiro       | Quarto         |
| Milan           | 2 (1951, 1956) | 1 (1953)     | 2 (1955, 1957) |                |
| Barcelona       | 2 (1949, 1952) |              |                |                |
| Real Madrid     | 2 (1955, 1957) |              |                |                |
| Benfica         | 1 (1950)       | 1 (1957)     | 1 (1956)       |                |
| Stade de Reims  | 1 (1953)       | 1 (1955)     |                | 1 (1949)       |
| Sporting        |                | 1 (1949)     | 1 (1953)       | 2 (1951, 1952) |
| Nice            |                | 1 (1952)     |                | 1 (1956)       |
| Bordeaux        |                | 1 (1950)     |                |                |
| Lille           |                | 1 (1951)     |                |                |
| Athletic Bilbao |                | 1 (1956)     |                |                |
| Atletico Madrid |                |              | 2 (1950, 1951) |                |
| Torino          |                |              | 1 (1949)       |                |
| Juventus        |                |              | 1 (1952)       |                |
| Lazio           |                |              |                | 1 (1950)       |
| Valencia        |                |              |                | 1 (1953)       |
| Belenenses      |                |              |                | 1 (1955)       |
| Saint-Etienne   |                |              |                | 1 (1957)       |

## Performances por países
| Clube    | Campeão                    | Vice-campeão               | Terceiro                   | Quarto               |
| Espanha  | 4 (1949, 1952, 1955, 1957) | 1 (1956)                   | 2 (1950, 1951)             | 1 (1953)             |
| Itália   | 2 (1951, 1956)             | 1 (1953)                   | 4 (1949, 1952, 1955, 1957) | 1 (1950)             |
| França   | 1 (1953)                   | 4 (1950, 1951, 1952, 1955) |                            | 3 (1949, 1956, 1957) |
| Portugal | 1 (1950)                   | 2 (1949, 1957)             | 2 (1953, 1956)             | 3 (1951, 1952, 1955) |

## Artilheiros por ano
| Ano  | Jogador                                     | Gols |
| ---- | ------------------------------------------- | ---- |
| 1949 | Fernando Peyroteo                           | 3    |
| 1950 | Arsénio Duarte Édouard Kargu Larbi Benbarek | 2    |
| 1951 | André Strappe                               | 5    |
| 1952 | Giampiero Boniperti                         | 3    |
| 1953 | João Martins                                | 4    |
| 1954 | Não disputada.                              | —    |
| 1955 | Héctor Rial Léon Glowacki                   | 2    |
| 1956 | Juan Alberto Schiaffino                     | 3    |
| 1957 | Francisco Gento                             | 3    |